# Babia Góra (Pasieki)
Babia Góra – przysiółek wsi Pasieki w Polsce, położony w województwie podlaskim, w powiecie hajnowskim, w gminie Narewka.
Prawosławni mieszkańcy wsi należą do parafii św. Jerzego w Siemianówce a wierni kościoła rzymskokatolickiego należą do parafii św. Jana Chrzciciela w Narewce.

## Położenie
Leży ok. 1,5 km na południe od toku Narwi i ok. 2,5 km od granicy z Białorusią, przy lokalnej drodze łączącej Siemianówkę, przez inne przysiółki Pasiek (Borowe i Siemieniakowszczyzna), ze Starym Masiewem.

## Historia
W latach 1975–1998 przysiółek administracyjnie należał do województwa białostockiego.
21 września 1941 Niemcy spacyfikowali wieś. Ludność wywieźli do wsi Szymki przydzielając jedną furmankę na trzy rodziny, wieś zrabowali i doszczętnie spalili.

## Turystyka
Przez przysiółek biegną znakowane szlaki turystyczne z Siemiatycz: zielony  do Olchówki i niebieski  do Gruszek. Zaczynają się tu także żółte  znaki do Nowego Masiewa.